# 한계령 (드라마)
《한계령》은 MBC TV에서 1991년 10월 20일에 방영된 베스트극장으로, 양인자의 동명 소설을 원작으로 한다. 어린시절 친구의 인생유전과 본인의 향수, 그리고 우정과 사랑을 그린 드라마다.

## 줄거리
30대 초반의 소설가로 성공한 심양자에게 어느 날 어릴 적 친구인 경순한테서 20여 년 만에 전화가 온다. 양자는 전화를 받으며 어린시절을 회상한다. 양자가 네 살 때 아버지가 돌아가시고 큰오빠가 가장으로서의 책임을 맡게 된다. 큰오빠는 동생들에게 어려운 존재였지만 동생들이 남에게 뒤지 않도록 자상하게 돌봐줬다. 지금 동생들은 나름대로 성공해 결혼까지 해서 다들 떠나자 혼자 남은 큰오빠는 허무와 고독만이 남게 된다. 비로소 양자는 큰오빠가 최근 술만 마시고 말수가 적은 이유를 곰곰이 생각해 본다.

## 등장 인물
- 양미경
- 한인수
- 김석옥
- 김동현
- 정진
- 김경애
- 박병훈
- 이금복
- 박경순
- 정한헌
- 유준석
- 김명희